# توماس إيلدر
توماس إيلدر (بالإنجليزية: Thomas Elder) هو محامي أمريكي، ولد في 30 يناير 1767، وتوفي في 29 أبريل 1853 في هاريسبرج في الولايات المتحدة.